# Vlag van Akrotiri en Dhekelia

De vlag van het Verenigd Koninkrijk wordt in Akrotiri en Dhekelia voor officiële doeleinden gebruikt.

Akrotiri en Dhekelia heeft geen eigen officiële vlag en wordt daarom vertegenwoordigd door de vlag van het Verenigd Koninkrijk. Akrotiri en Dhekelia is een Brits overzees gebiedsdeel op het eiland Cyprus dat bestaat uit twee militaire bases en hun achterland.

## Geschiedenis

De vlag van Brits Cyprus

Het eiland Cyprus was een Brits protectoraat 1878-1914, stond onder Brits militair bestuur 1914-1922 en was daarna een kroonkolonie 1922-1960. Vanaf 1922 was de koloniale vlag van Brits Cyprus in gebruik op het hele eiland, inclusief de gebieden die nu Akrotiri en Dhekelia omvatten. Bij de Cypriotische onafhankelijkheid in 1960, toen de koloniale vlag niet langer officieel werd gebruikt, werd ook het grondgebied van de Sovereign Base Areas vastgesteld. Er werd echter geen aparte vlag gemaakt voor Akrotiri en Dhekelia en het College of Arms kende geen wapens toe waarop een vlag van het Blauw vaandel kon worden gebaseerd, zoals gebruikelijk in de meeste Britse overzeese gebieden. Hierdoor werd de Union Jack standaard de vlag van Akrotiri en Dhekelia.
De Union Jack wappert boven alle officiële gebouwen in Akrotiri en Dhekelia en bij grenscontroleposten. De Royal Air Force Ensign werd soms gebruikt als de facto vlag ter plaatse, omdat de Royal Air Force de bases beheerde en vanwege de lokale gevoeligheid voor de Union Jack.
Akrotiri en Dhekelia is een van de slechts twee Britse Overzeese Gebieden zonder officiële vlag, de andere zijn Sint-Helena, Ascension en Tristan da Cunha (waar elk afzonderlijk eiland zijn eigen vlag heeft).

## Andere vlaggen

De vlag van het garnizoen van Dhekelia

Een groene vlag met twee gouden leeuwen wordt vaak genoemd als onofficiële vlag van Akrotiri en Dhekelia. Dit is de vlag die wordt gebruikt door het garnizoen van Dhekelia, die zelf is afgeleid van de koloniale vlag van Cyprus. De twee leeuwen komen uit het wapen van koning Richard I van Engeland, vanwege zijn verovering en oprichting van het Koninkrijk Cyprus. De gouden leeuwen op groen worden veel gebruikt op het grondgebied; ze staan ook op het wapen van de King Richard School en op de vlag van de Dhekelia Sailing Club.
Lijst van vlaggen van Europa
Albanië · Andorra · Azerbeidzjan · België · Bosnië en Herzegovina · Bulgarije · Denemarken · Duitsland · Estland · Finland · Frankrijk · Georgië · Griekenland · Hongarije · Ierland · IJsland · Italië · Kosovo · Kroatië · Letland · Liechtenstein · Litouwen · Luxemburg · Malta · Moldavië · Monaco · Montenegro · Nederland · Noord-Macedonië · Noorwegen · Oekraïne · Oostenrijk · Polen · Portugal · Roemenië · Rusland · San Marino · Servië · Slovenië · Slowakije · Spanje · Tsjechië · Turkije · Vaticaanstad · Verenigd Koninkrijk · Wit-Rusland · Zweden · Zwitserland
Afhankelijke gebieden: Akrotiri en Dhekelia · Åland · Faeröer · Gibraltar · Guernsey · Jersey · Man